# 多指症の猫

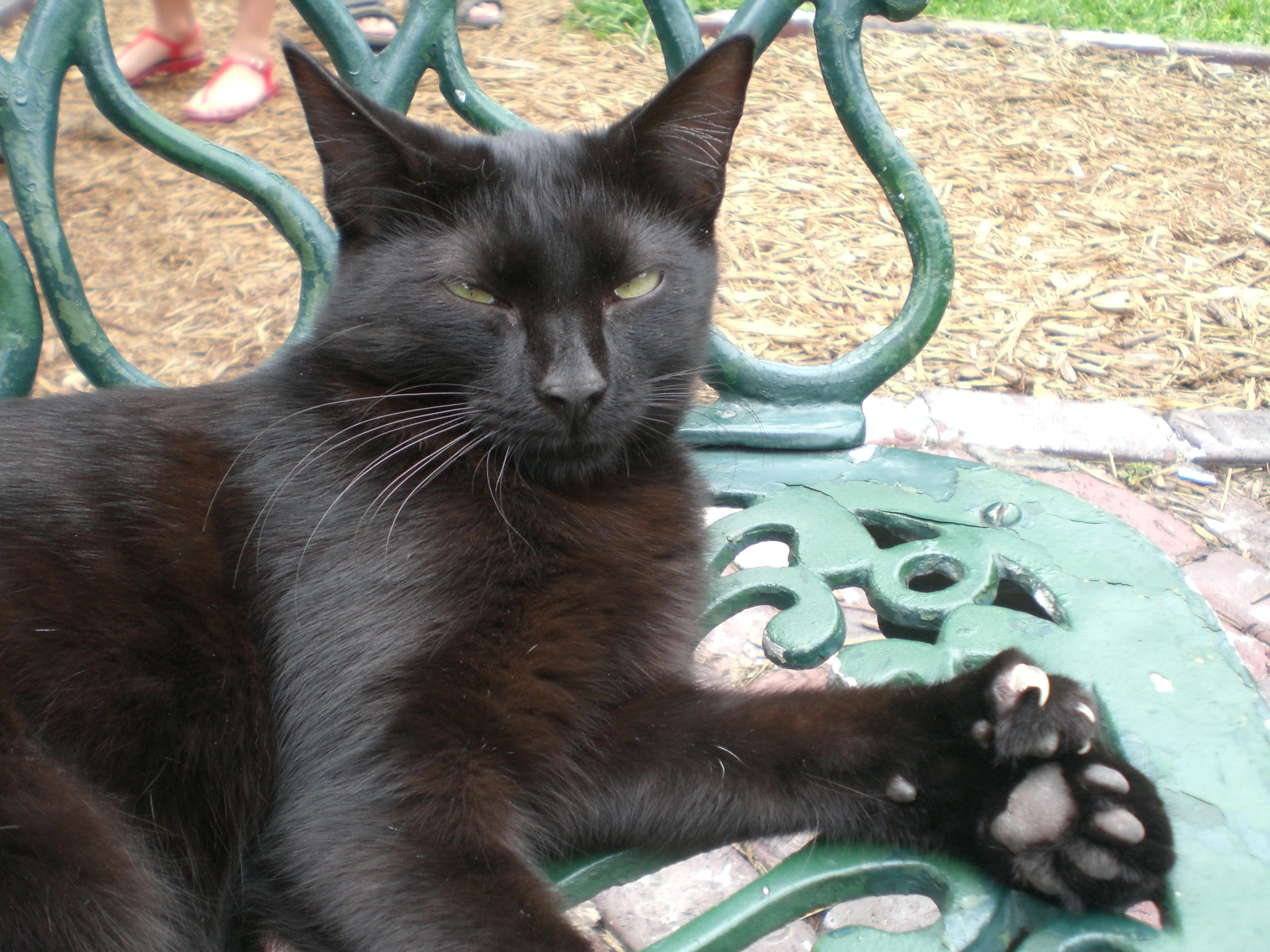
フロリダ州キーウェストのアーネスト・ヘミングウェイの家にいる多指症の猫の一匹。この特定の猫は各足に7つ（2つ余分）の爪先がある。

多指症の猫（たししょうのねこ、英語: polydactyl cat）は、多指症（英語ではpolydactyly、polydactylism、hyperdactylyなどと言われる）と呼ばれる、先天性の身体的異常を伴う猫であり、一つ、または複数の肉球に通常より多くの爪先がついた状態で生まれる。この遺伝的に受け継がれた形質を持つ猫は、北アメリカの東海岸（アメリカ合衆国とカナダ）と南西イングランド、ウェールズで最も一般的に見られる。

## 発生
多指症の猫は、常染色体優性の方法で遺伝しうる先天性異常である。多指症のいくつかの症例は四肢のソニックヘッジホック（Shh）遺伝子の発現を調節する遺伝子エンハンサーであるZRSの突然変異によって引き起こされる。

通常の猫の爪先は合計18で、前足に5本、後足に4本ある。多指症の猫は前足または後足に9本もの指がある場合がある。カナダの多指症であるジェイクとアメリカの多指症の猫であるポーズは、ギネス世界記録で28本も爪先を持つ猫として認められた。1足あたり4~7本の足指の様々な組み合わせが一般的である。多指症は、最も一般的には前足にのみ見られる。猫が後足だけに多指症を持つことは稀であり、4つ全ての足の多指症はさらに一般的ではない。

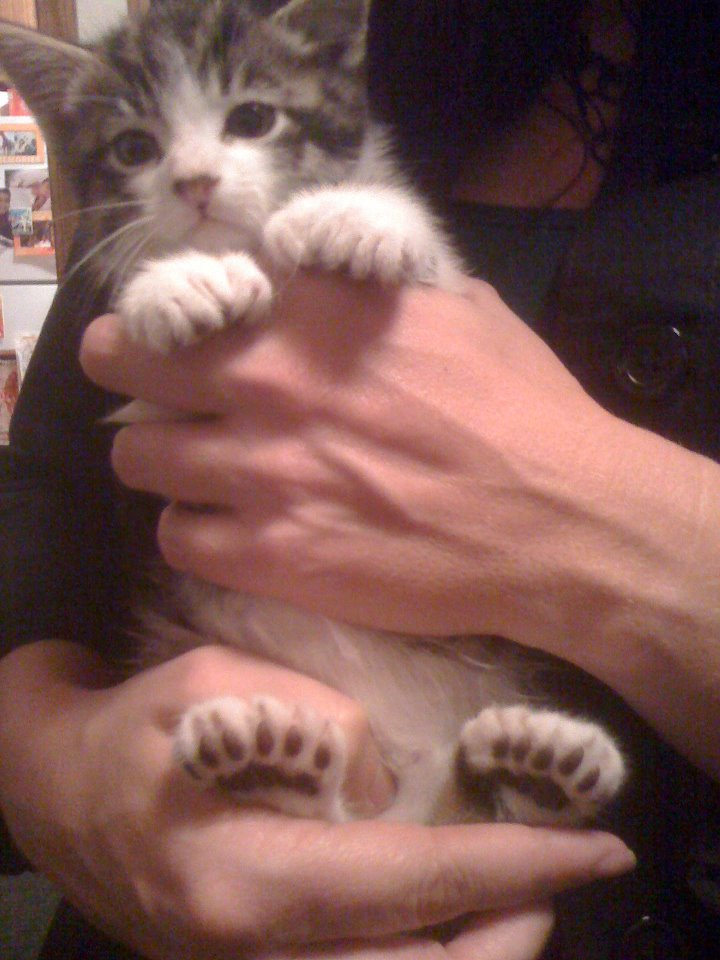
23本の爪先の子猫
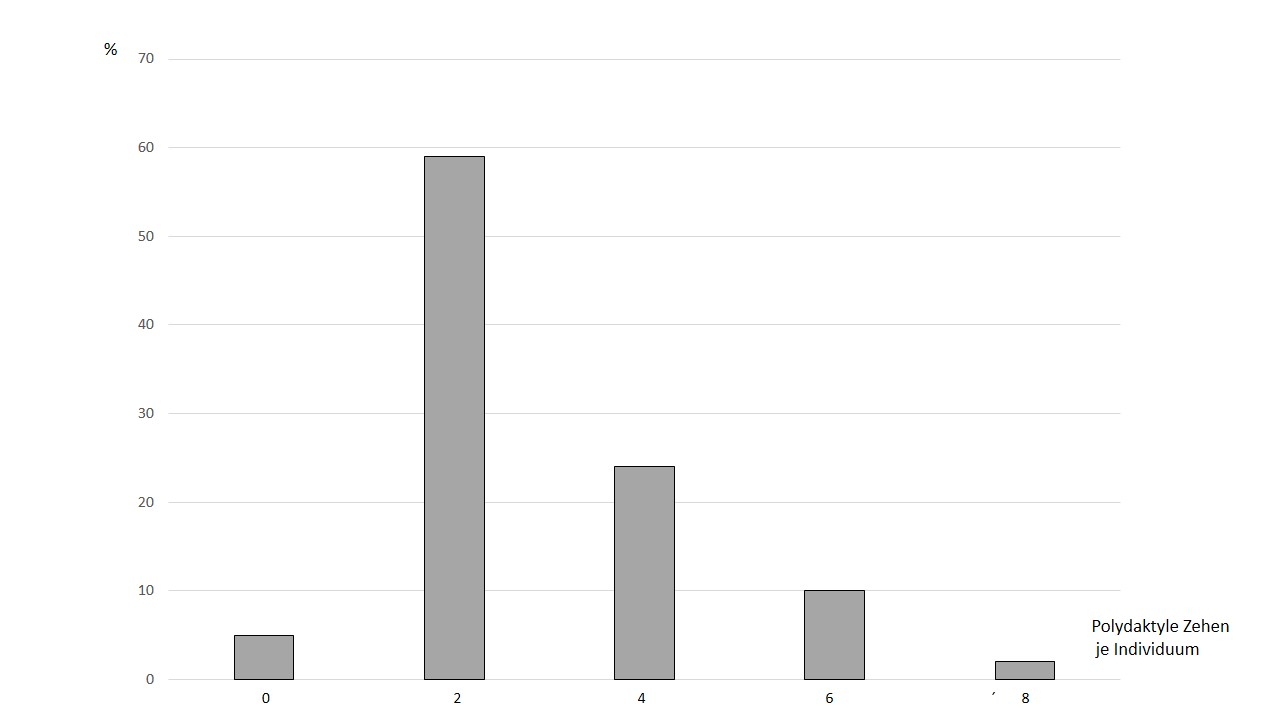
軸前性多指症、ヘミングウェイ変異体：個体あたりの多指症の頻度
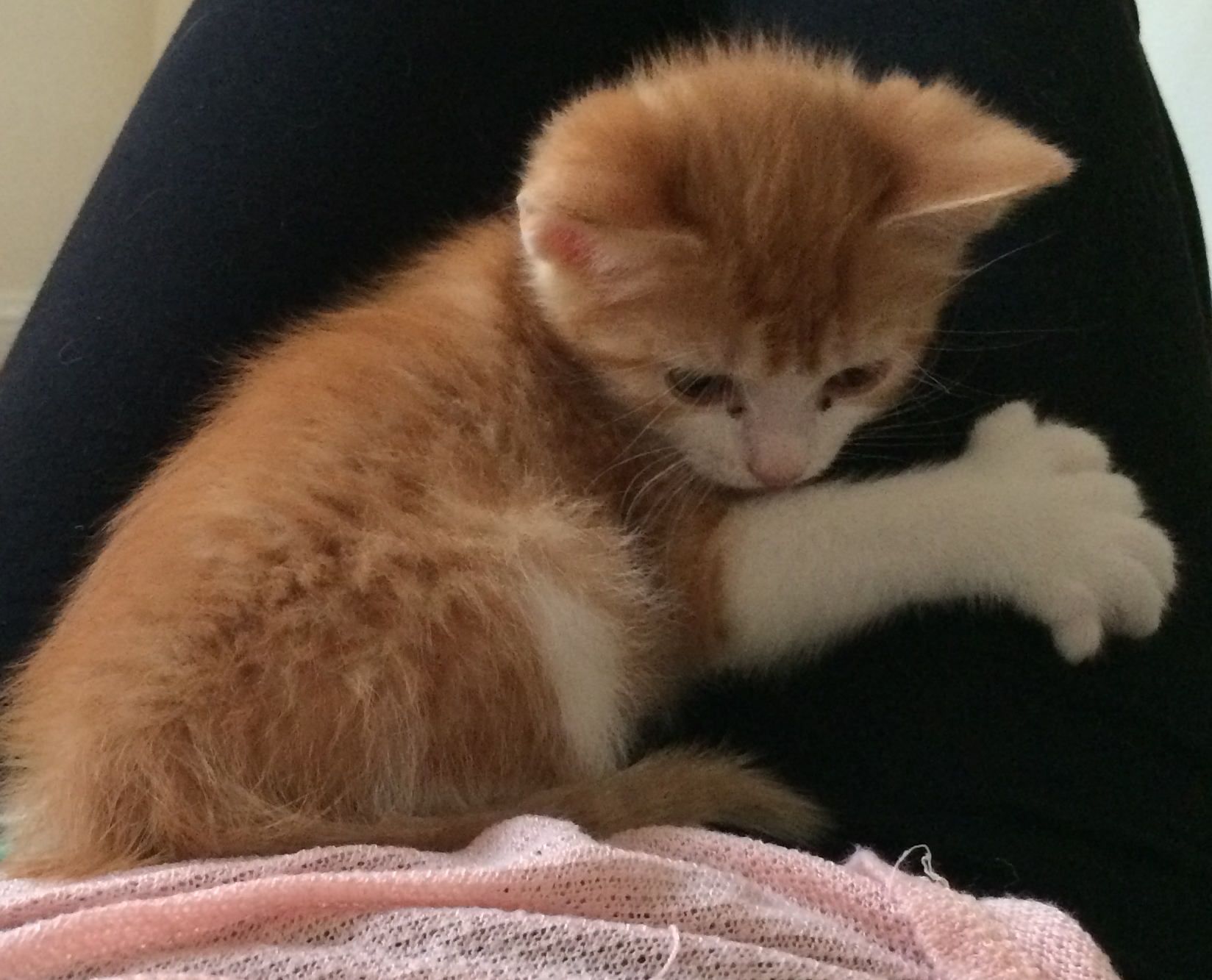
多指症レッドメインクーン子猫
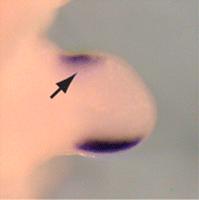
軸前性多指症：異所性Shh発現、ヘミングウェイ変異体、マウス、右前肢
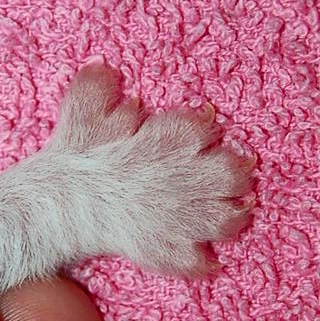
軸前性多指症：メインクーン猫、ヘミングウェイ変異体、右前足
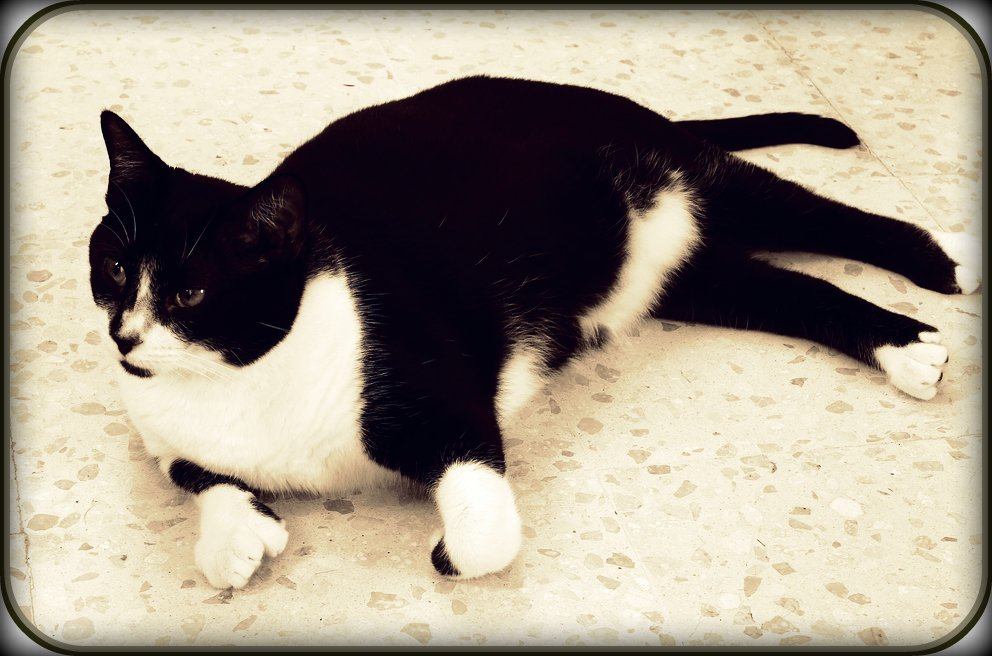
真の多指症の猫であるイエネコ

## 歴史と伝承
この障害は、北米の東海岸沿い（アメリカ合衆国とカナダ） およびイングランド南西部、ウェールズ、キングストン・アポン・ハル で最も一般的に見られるようである。多指症の猫は船乗り猫として非常に人気がある。形質の最も一般的な変種がニューイングランドで突然変異として発生したのか、それともイギリスから持ち込まれたのかについてはいくつかの論争があるが、マサチューセッツ州ボストン発の船で猫を運んだ結果として広く普及したということについては異論がないようである。また、様々な港の猫の集団における多指症の有病率は、ボストンとの貿易を最初に確立した日付と相関している。こうして多指症の猫の伝播に貢献しつつ、船員は特に船に住むネズミの類を制御する助けとして並外れたよじ登る能力と狩猟能力のために多指症の猫を大切にしていたことで長い間知られていた。多指症の猫が海で幸運をもたらすと思っていた船員もいた。ヨーロッパで多指症の猫が少ないのは魔術についての迷信のために狩られ殺されたためかもしれない。
DNAの基礎を研究する遺伝学的研究は同じZRS領域の多くの異なる突然変異が全て多指症に繋がる可能性があることを示している。
ノーベル文学賞を受賞した作家、アーネスト・ヘミングウェイは、船長からスノーボールと名付けられた6本指の猫を初めてもらった後、多指症の猫の有名な愛好家となった。1961年にヘミングウェイが亡くなると、フロリダ州キーウェストにあった彼のかつての家はアーネスト・ヘミングウェイ博物館と猫の家になり、21世紀になっても猫の子孫が約50匹いる。（そのうちの約半分が多指症の猫である。） これらの動物に対する彼の愛情から、多指症の猫は「ヘミングウェイ猫」と呼ばれることもある。

## 名称
多指症の猫のニックネームには、ヘミングウェイ猫、ミトン猫、コンク猫、ボクシング猫、ミトンフット猫、スノーシュー猫、親指猫、6本指猫、カーディ猫などがある。

## 飼育
アメリカの多指症の猫は特定の猫の品種として飼育されており、余分な指に加えて特定の身体的および行動的特徴がある。
アメリカの多指症は純血種のメインクーン多指症と混同してはいけない。メインクーンの多指症は一部の育種家によって復活している。

## 遺伝学
メインクーン猫（ヘミングウェイ変異体）の軸前多指症の場合、シス調節エレメントZRS（ZPA調節配列）の突然変異が関連している。ZRSは非コード要素であり、標的遺伝子Shhから800キロベースペア(kb)離れている。四肢の前側にShhの異所性発現が見られる。通常、Shhは後肢側の極性化活性体（ZPA）と呼ばれるオーガナイザー領域で表される。そこからそれは手足の成長方向に向かって前方に横方向に拡散する。変異体ミラーリングでは新しいオーガナイザー領域でのより小さな異所性発現が四肢の後ろ側に見られる。この異所性発現は細胞増殖を引き起こし、1つまたは複数の新しい指の物質を供給する。この位置で同一の配列の場合、ヒトでもマウスでも同じことが起こる。突然変異が異なれば、特定の効果も異なる。例えば、ヘミングウェイ(Hw)変異体は主に前肢に余分な指を誘発する傾向があるが、他の多くの突然変異は後肢にも影響を及ぼす。
多指症は一つの世代で発達された自発的な複雑な表現型バリエーションである。ヘミングウェイ（Hw）変異体の具体的な軸前形態では、Shhの非コードシスエレメントの単一点突然変異によってバリエーションが誘導される。このような広範囲な表現型バリエーションでは、神経、血管、筋肉、靭帯など、各四肢に一つまたは複数の完全な指が発達する。指の生理機能は完璧である。この複雑な表現の結果は突然変異だけでは説明できない。突然変異はただバリエーションを誘発するだけである。突然変異の結果、それぞれが野生型とは異なる何千もの事象が異なる組織層で発生する。つまり、他の遺伝子の発現変化、細胞間のシグナル交換、細胞分化、細胞および組織の成長を引き起こす。全ての層で集結された小さなランダムな変化により、その原材料が構築され、その工程段階によって可塑的なバリエーションの生成が成される。ヘミングウェイ変異体の多指症の言及された形態は偏ったバリエーションを示している。最近の経験による研究では、最初に375の変異メインクーン猫の余分な爪先の数が変動し（ポリフェニズム）、次に余分な爪先の数によって断続的な統計的分布となった。同一の単一点変異から推測されるようには、その統計は均等に分布していなかった。この例はバリエーションだけでは突然変異が完全には説明されないことを示している。